# Carcharhinus
Genre
Carcharhinus est un genre de requins de la famille des Carcharhinidae. Il compte une trentaine d'espèces de requins au corps fuselé et mesurant entre un et 4 mètres de long. Leur première nageoire dorsale est plus grande que la seconde et les nageoires pectorales sont bien développées. La nageoire caudale a un lobe supérieure plus grand que le lobe inférieur. Ces requins sont vivipares, et ils se nourrissent principalement de poissons osseux et quelquefois de crustacés et de céphalopodes, voire d'autres petits requins ou de sources de nourriture plus diverses.

## Description
Carcharhinus vient du grec καρχαρος (karcharos), « coupant », et du grec, ρινος (rhinos), « nez ».
Les Carcharhinus mesure habituellement entre un et 4 mètres. Ils ont un corps fuselé, présentant une nageoire anale et deux nageoires dorsales, dont la première est plus longue que la seconde. Les nageoires dorsales sont généralement en forme de faucille et dressées, et chez certaines espèces elles peuvent être plus ou moins arrondies. Les nageoires pectorales sont grandes et en forme de croissant à l'exception du Requin longimane, avec ses très grandes nageoires. La première nageoire dorsale est implantée dans la plupart des cas au-dessus des pectorales ou immédiatement après l'extrémité de leur bordure arrière libre. Une crête est parfois présente entre les nageoires dorsales suivant l'espèce. La nageoire anale est habituellement de la même taille ou légèrement plus grande que la deuxième nageoire dorsale. La nageoire caudale a un petit lobe inférieur et un très grand lobe supérieur.
Le dos est gris à gris-brun chez la plupart des espèces, plus rarement bronze ou bleuâtre. L'abdomen est généralement beaucoup plus clair voire blanc. Chez de nombreuses espèces les extrémités des nageoires d'ailettes présentent une couleur noire ou blanche caractéristique, et un motif particulier peu également apparaître sur les flancs. Le museau est long et large, aplati ou pointue. Ces requins se caractérisent également par cinq fentes branchiales, des yeux ronds avec une membrane nictitante et des dents en forme de lames pointues simples. Ils diffèrent de l'autre genre de leur famille en ce qu'ils n'ont pas de stigmate et que leurs dents sont généralement dentelées.

## Biologie
Les espèces du genre Carcharhinus sont généralement très actives. Elles sont diurnes et nocturnes et chassent surtout pendant la journée près de la surface de l'eau. En général, ce sont des requins solitaires, mais ils peuvent se réunir en groupes plus ou moins grands pour chasser.

### Alimentation
Les requins du genre Carcharhinus, comme tous les requins de la famille des Carcharhinidae, sont de bons nageurs et se nourrissent de divers poissons, ainsi que d'autres requins plus petits, de calmars, de crustacés, et encore plus occasionnellement de tortues et mammifères marins tels que les phoques et d'oiseaux de mer.

### Reproduction
Les espèces du genre Carcharhinus sont vivipares ; après que les embryons en développement aient épuisé leur réserve en vitellus, le sac vitellin vide se développe en une connexion avec le placenta qui permet à l'embryon d'être nourri par sa mère. Les femelles donnent naissance à entre un et 15 jeunes, suivant l'espèce et la taille de l'animal. La durée de la gestation varie en fonction de l'espèce, de la région et de la population entre 9 et 24 mois. La maturité sexuelle est atteinte lorsque ces animaux atteignent une taille d'environ un à deux mètres suivant l'espèce. Les femelles matures sont généralement un peu plus grandes que les mâles.

## Distribution et habitat
Les espèces du genre Carcharhinus se rencontrent dans le monde entier dans les zones marines tempérées et tropicales. La plupart des espèces vivent dans des zones côtières et les zones de récifs du plateau continental et ne pénètrent pas profondément dans la zone pélagique. Certaines espèces grandissent dans les estuaires de rivières d'eau douce, mais seul le Requin bouledogue (C. leucas) pénètre régulièrement dans les grands systèmes fluviaux d'Asie ou d'Afrique. Deux espèces, le Requin longimane et le Requin soyeux ont une préférence pour l'habitat océanique, et sont cosmopolites, évitant seulement les eaux polaires.

## Liste d'espèces
On distingue un total de 34 espèces dans ce genre, bien que toutes ne sont pas unanimement reconnues et font actuellement l'objet d'un débat. La distinction des espèces est souvent très difficile, et la forme des dents, les marques sur les nageoires et le nombre de vertèbres sont souvent des éléments déterminants pour les caractériser.
Selon World Register of Marine Species (4 mars 2014) :
- Carcharhinus acronotus (Poey, 1860) -- Requin nez noir
- Carcharhinus albimarginatus (Rüppell, 1837) -- Requin pointe blanche
- Carcharhinus altimus (Springer, 1950) -- Requin babosse
- Carcharhinus amblyrhynchoides (Whitley, 1934) -- Requin gracile
- Carcharhinus amblyrhynchos (Bleeker, 1856) -- Requin gris de récif
- Carcharhinus amboinensis (Müller & Henle, 1839) -- Requin balestrine
- Carcharhinus borneensis (Bleeker, 1858) -- Requin de Bornéo
- Carcharhinus brachyurus (Günther, 1870) -- Requin cuivre
- Carcharhinus brevipinna (Müller & Henle, 1839) -- Requin tisserand
- Carcharhinus cautus (Whitley, 1945) -- Requin nerveux
- Carcharhinus dussumieri (Müller & Henle, 1839) -- Requin à joues blanches
- Carcharhinus falciformis (Müller & Henle, 1839) -- Requin soyeux
- Carcharhinus fitzroyensis (Whitley, 1943) -- Requin baleinier
- Carcharhinus galapagensis (Snodgrass & Heller, 1905) -- Requin des Galápagos
- Carcharhinus hemiodon (Müller & Henle, 1839) -- Requin-baliai
- Carcharhinus isodon (Müller & Henle, 1839) -- Requin à petites dents
- Carcharhinus leiodon Garrick, 1985
- Carcharhinus leucas (Müller & Henle, 1839) -- Requin bouledogue
- Carcharhinus limbatus (Müller & Henle, 1839) -- Requin bordé
- Carcharhinus longimanus (Poey, 1861) -- Requin longimane (ou Requin océanique)
- Carcharhinus macloti (Müller & Henle, 1839) -- Requin à nez rude
- Carcharhinus macrops Liu, 1983
- Carcharhinus melanopterus (Quoy & Gaimard, 1824) -- Requin à pointes noires
- Carcharhinus obscurus (Lesueur, 1818) -- Requin requiem de sable
- Carcharhinus perezii (Poey, 1876) -- Requin de récif de l'Atlantique
- Carcharhinus plumbeus (Nardo, 1827) -- Requin gris
- Carcharhinus porosus (Ranzani, 1839) -- Requin tiqueue
- Carcharhinus sealei (Pietschmann, 1913) -- Requin à taches noires
- Carcharhinus signatus (Poey, 1868) -- Requin de nuit
- Carcharhinus sorrah (Müller & Henle, 1839) -- Requin à queue tachetée
- Carcharhinus tilstoni (Whitley, 1950) -- Requin bordé d'Australie

FishBase (4 mars 2014) considère Carcharhinus cerdale Gilbert, 1898 comme espèce valide, alors que ce taxon est synonymisé avec Carcharhinus porosus pour WoRMS. ITIS (4 mars 2014) ne reconnait pas Carcharhinus leiodon, Carcharhinus macrops, mais reconnait Carcharhinus wheeleri, considéré comme synonyme de Carcharhinus amblyrhynchos par WoRMS et FishBase.
Espèces éteintes :
- Carcharhinus priscus (Agassiz, 1843)
- Carcharhinus obsolerus White, Kyne & Harris, 2019 -- Requin perdu

## Relations avec l'Homme

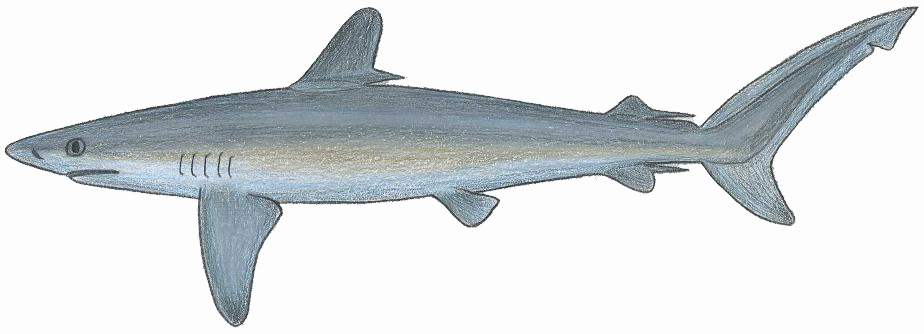
Carcharhinus falciformis.

Dans le genre Carcharhinus il y a un certain nombre de très grandes espèces de requins, qui sont également présentes régulièrement dans les zones côtières. En conséquence, de nombreuses espèces sont considérées comme potentiellement dangereuses pour l'Homme, notamment le Requin soyeux, le Requin bouledogue et le Requin longimane. Il y a un certain nombre de cas recensés d'attaques sur les nageurs, les plongeurs et les bateaux de ces espèces ainsi que d'autres de ce genre.
De nombreuses espèces de Carcharhinus sont placées sur la Liste rouge des espèces menacées par l'Union internationale pour la conservation de la nature (UICN) en tant qu'espèces quasi-menacées ou vulnérables. Les principales menaces qui planent sur ce requin sont la pêche, ces requins étant des prises accessoires courantes de la pêche en haute mer à la palangre et au chalut. Les grandes nageoires des espèces océaniques sont également très recherchées pour confectionner la soupe d'ailerons de requin, par la pratique du shark finning.

## Galerie

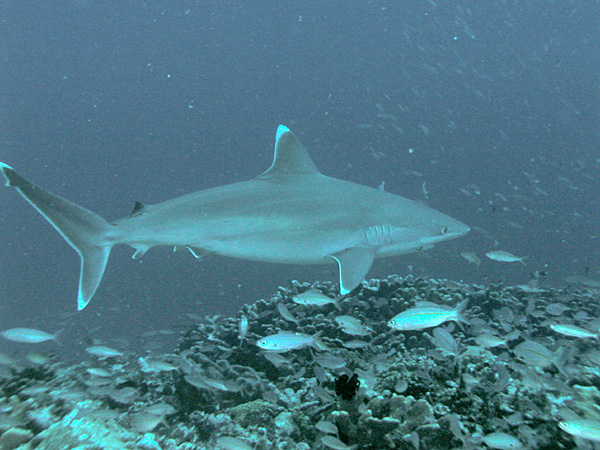
Carcharhinus albimarginatus
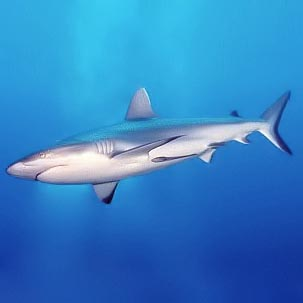
Carcharhinus amblyrhynchos
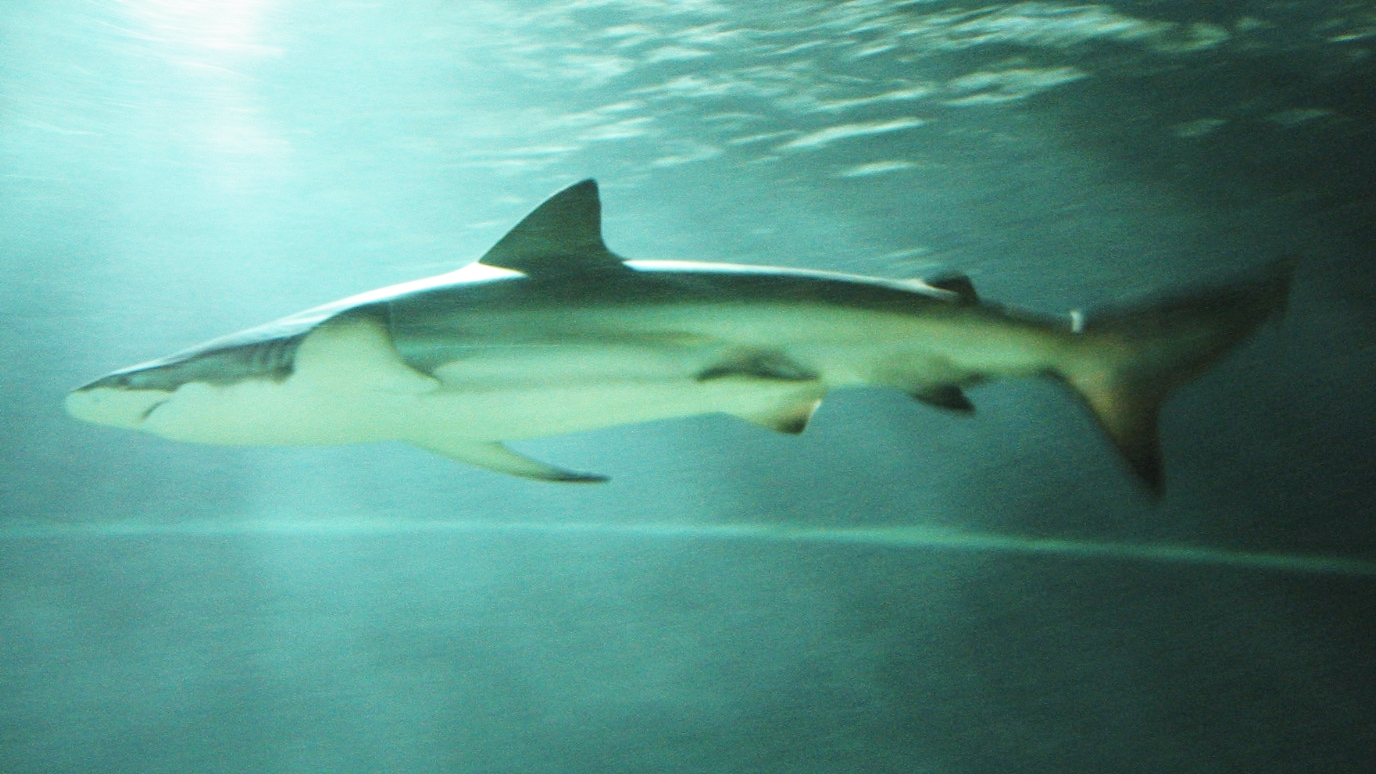
Carcharhinus brachyurus
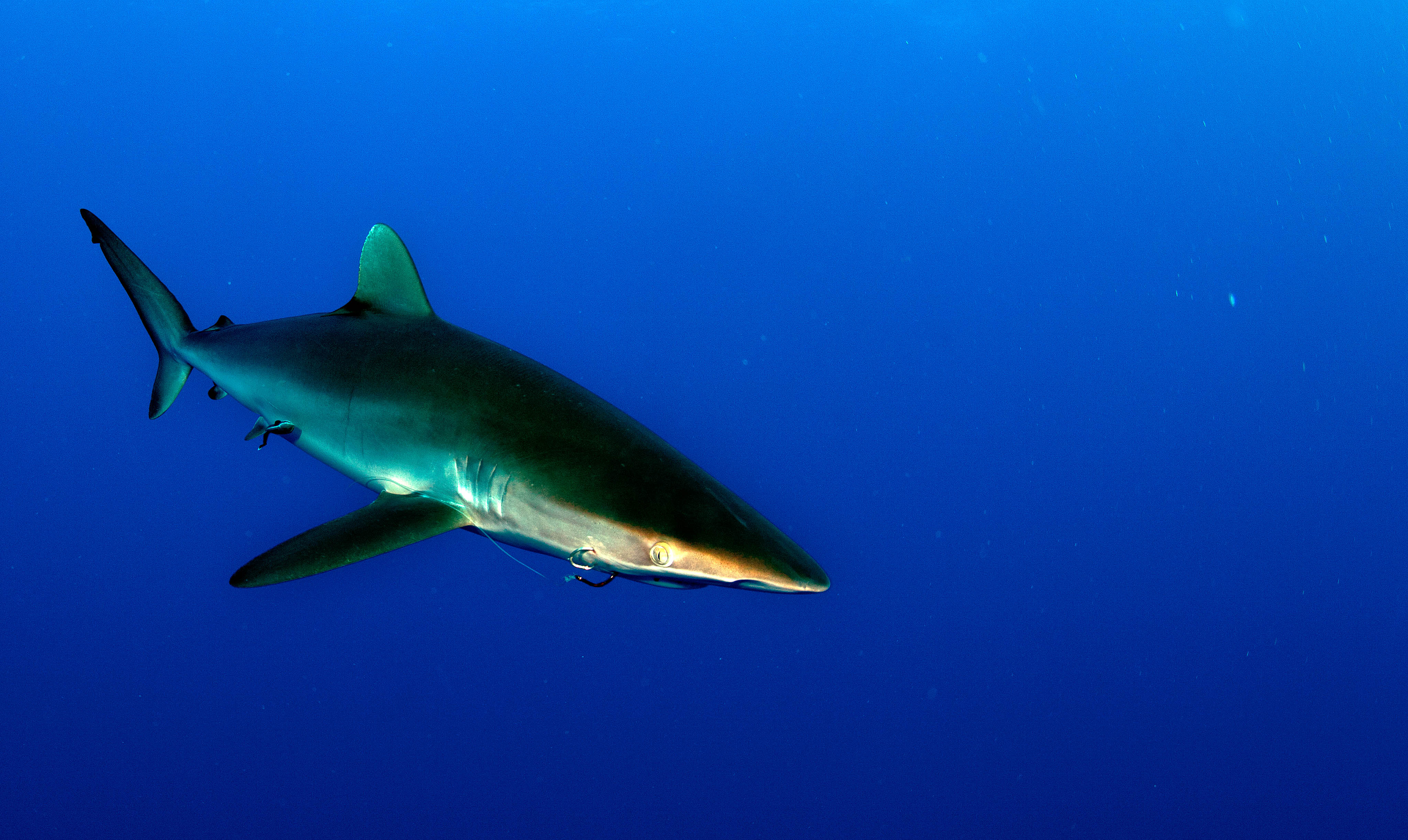
Carcharhinus falciformis
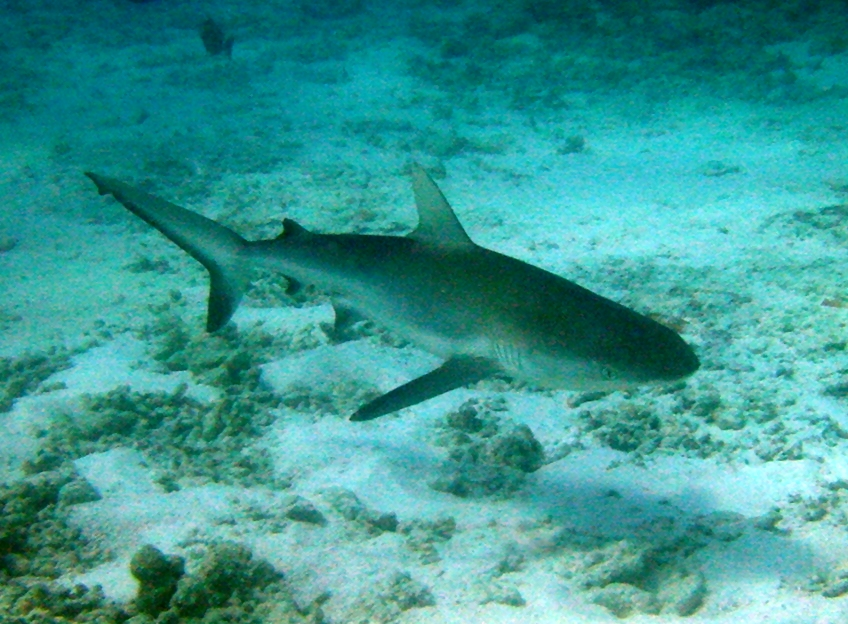
Carcharhinus galapagensis
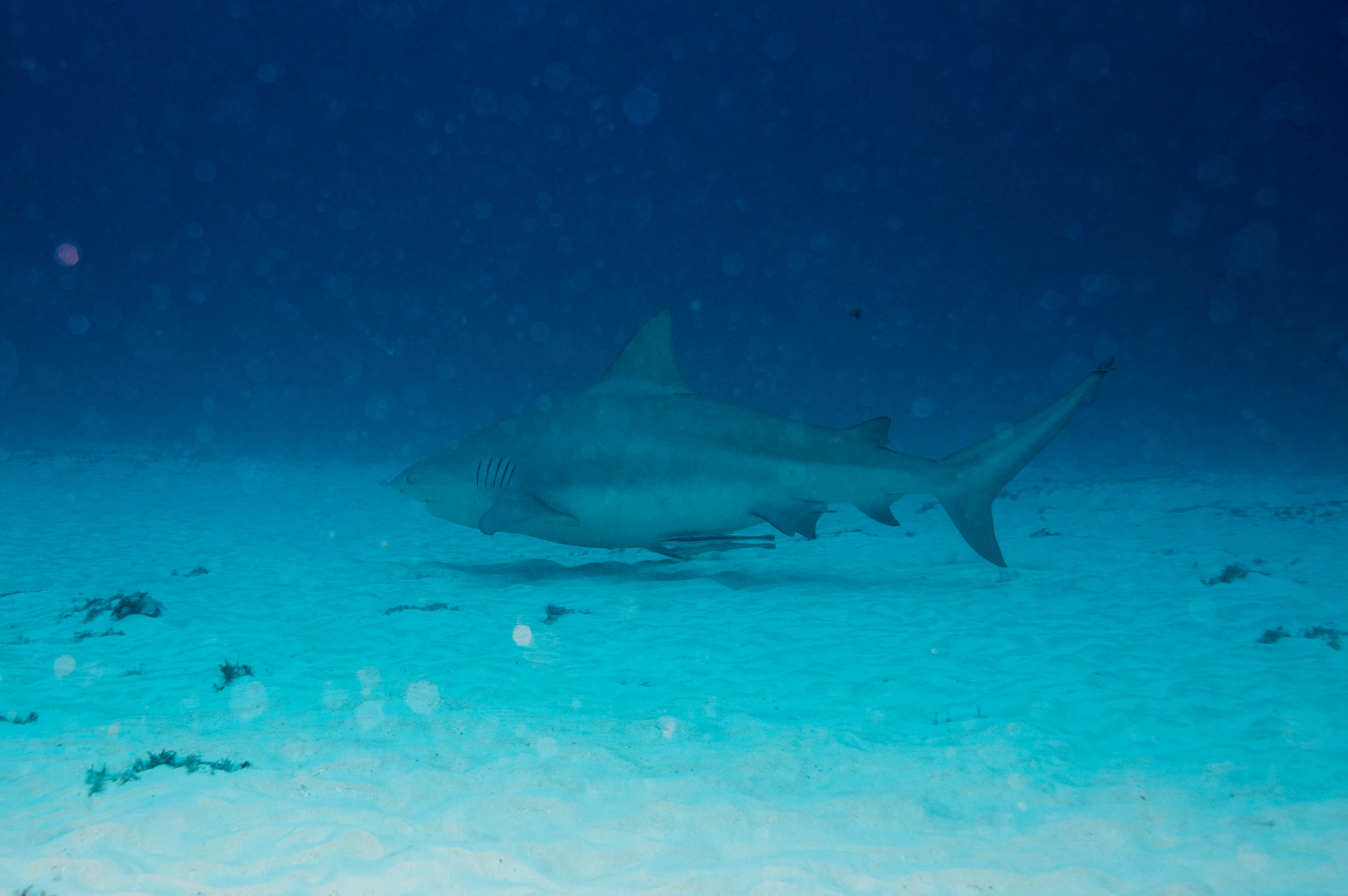
Carcharhinus leucas
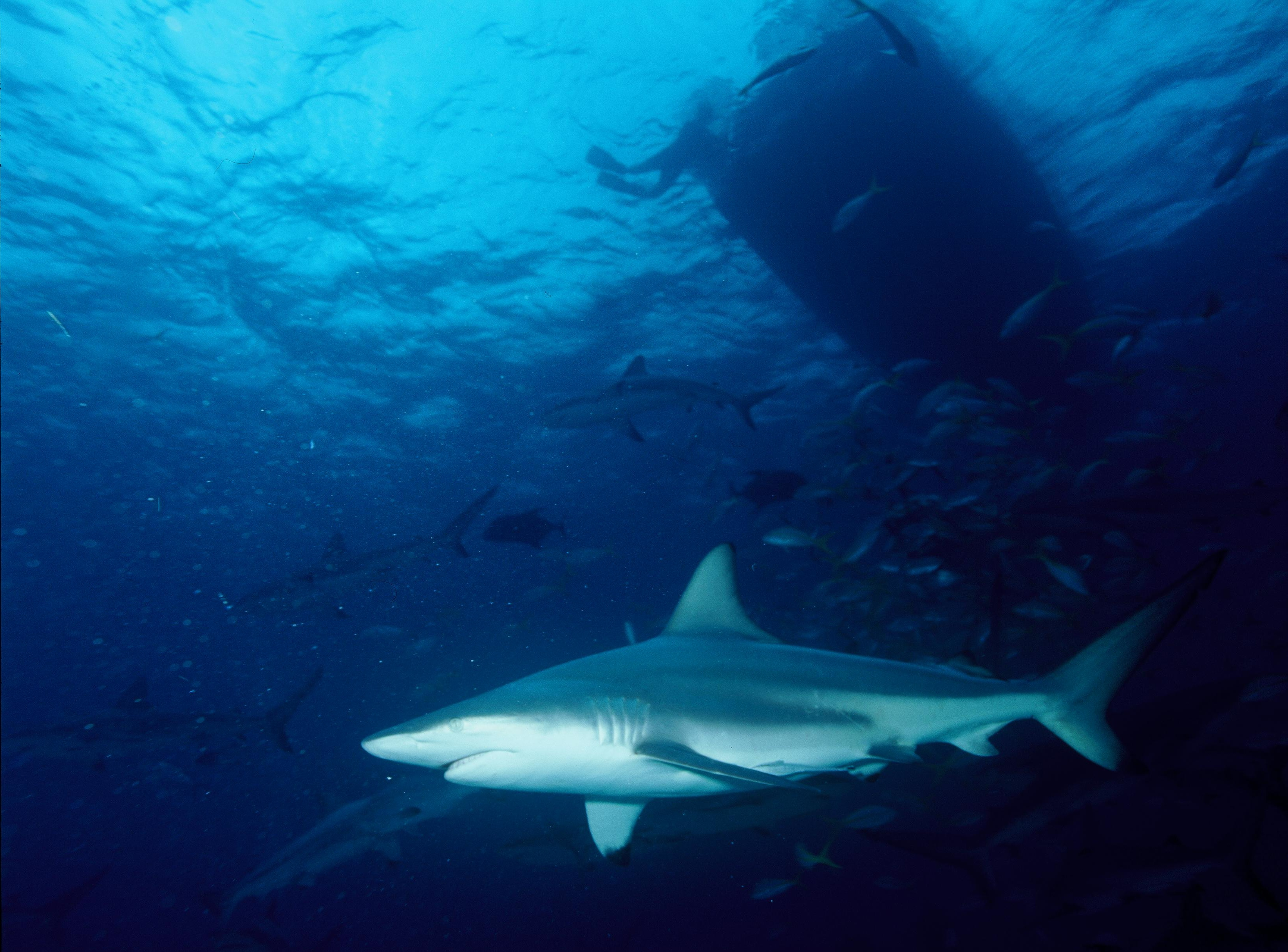
Carcharhinus limbatus
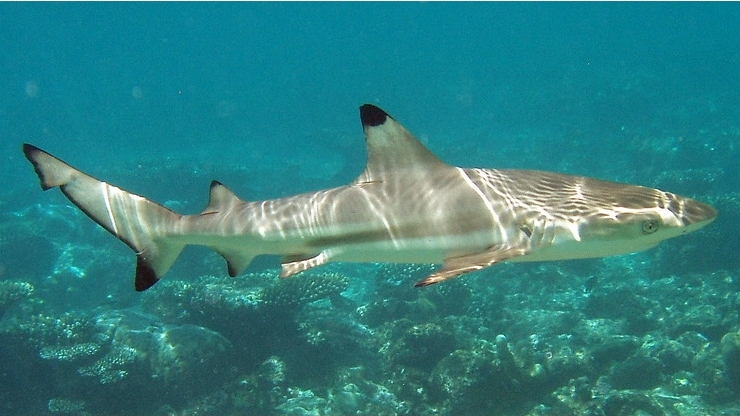
Carcharhinus melanopterus
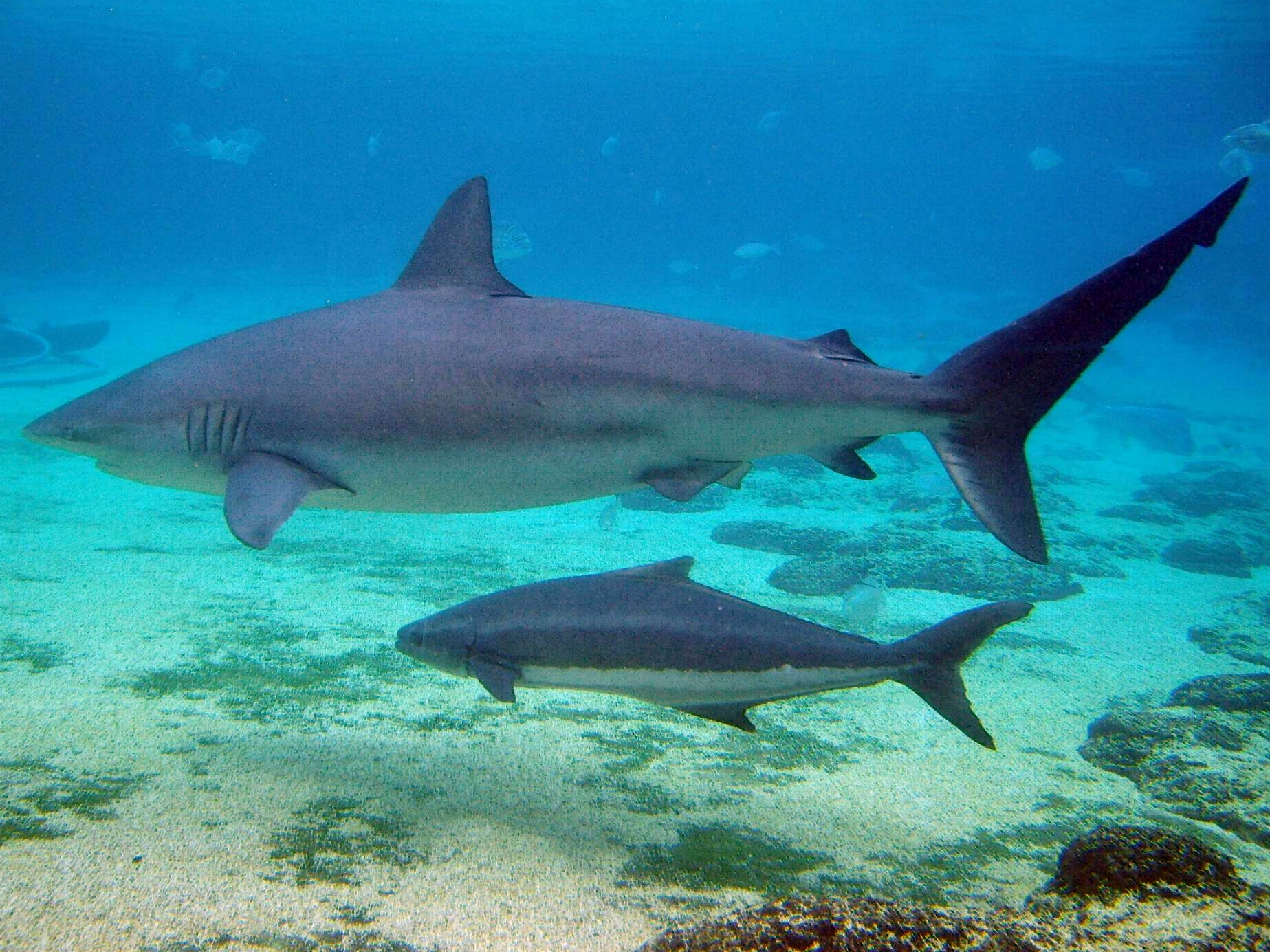
Carcharhinus obscurus
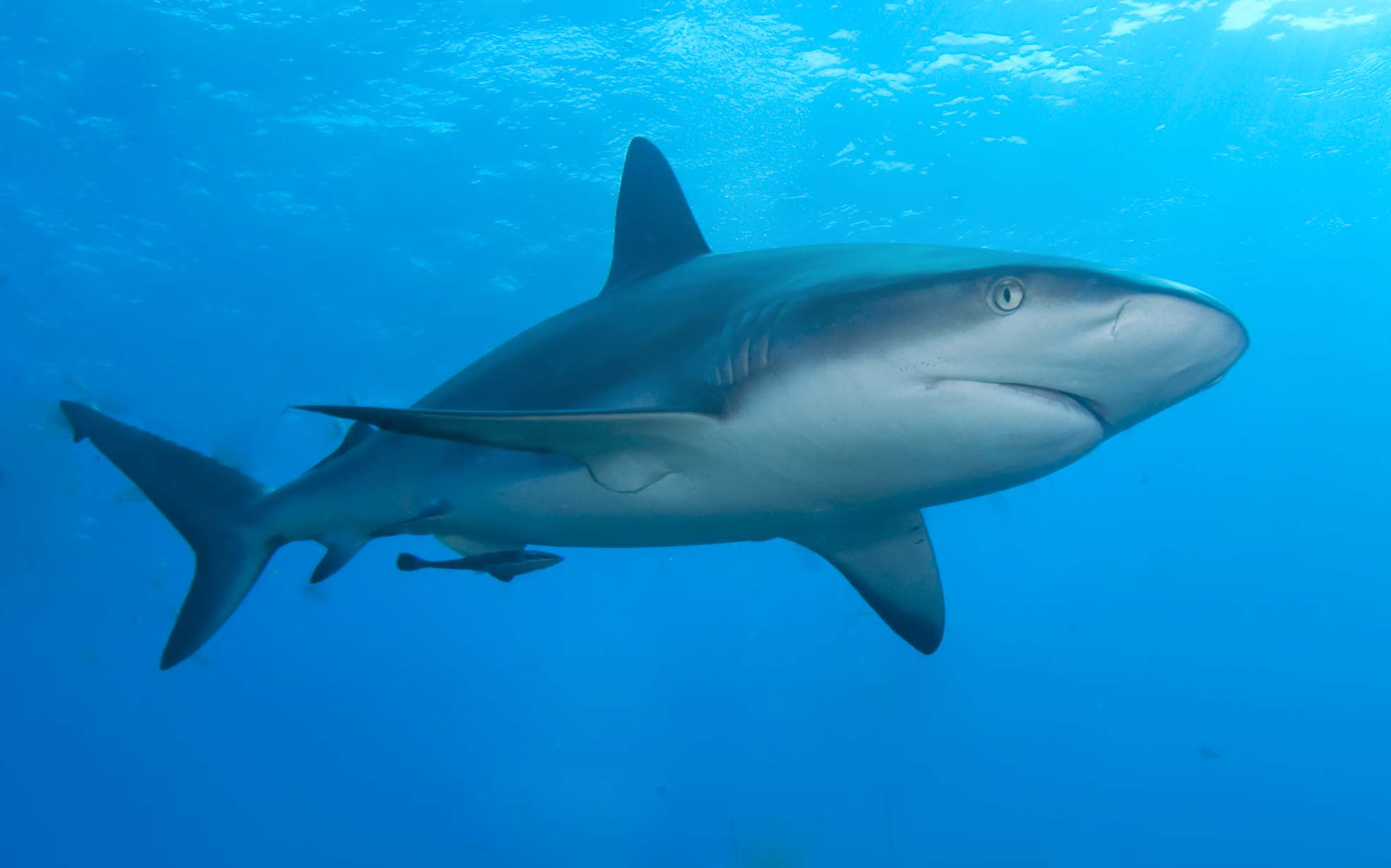
Carcharhinus perezii
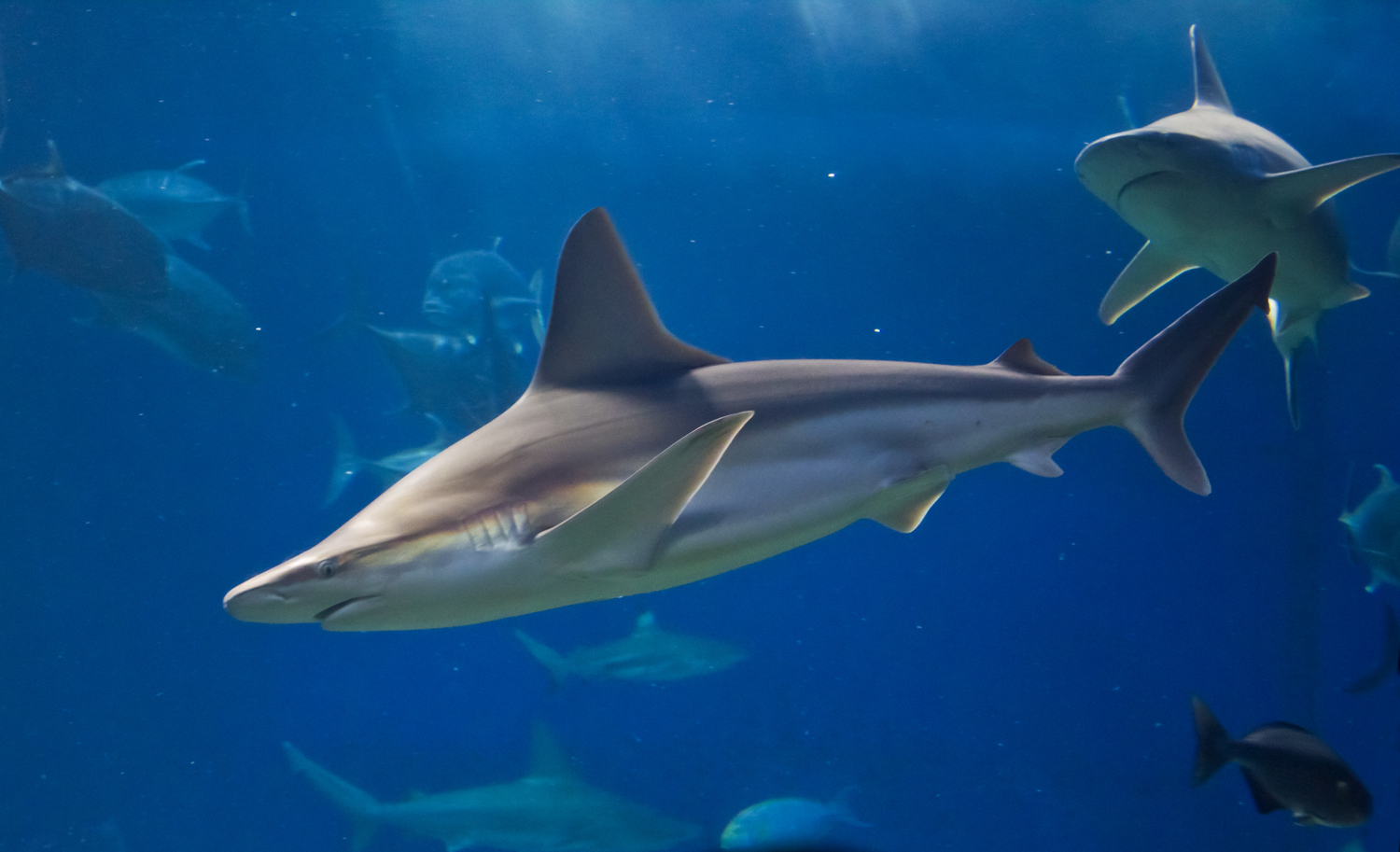
Carcharhinus plumbeus